# Корниловка (Кемеровская область)
Корниловка — деревня в Топкинском районе Кемеровской области. Входит в состав Осиногривского сельского поселения.

## География
Центральная часть населённого пункта расположена на высоте 208 метров над уровнем моря.

## Население
По данным Всероссийской переписи населения 2010 года, в деревне Корниловка проживает 125 человек (59 мужчин, 66 женщин).